# Serhat Parıl
Serhat Parıl (Smirne, 27 luglio 1983) è un attore turco, noto per aver interpretato il ruolo di Turan Fişekçi nella serie Brave and Beautiful (Cesur ve Güzel) e per quello di Tolga Gürdag nella serie Mr. Wrong - Lezioni d'amore (Bay Yanlış).

## Biografia
Serhat Parıl è nato il 27 luglio 1983 a Smirne (Turchia), e oltre alla recitazione si occupa anche di teatro.

## Carriera
Serhat Parıl nel 2004 si è laureato in lingua turca presso la facoltà di istruzione della Buca Dokuz Eylul University. L'anno successivo, nel 2005, ha deciso di iscriversi in recitazione presso la facoltà di Belle arti della Dokuz Eylul University. Nel 2012 ha recitato nei cortometraggi Umut diretto da Selin Suar e in Fading diretto da Onur Kesapli (con il ruolo di Ulas).
Nel 2013 ha debuttato al cinema con il ruolo di Young Hristou nel film Bir Gevrek, Bir Boyoz, Iki de Kumru diretto da Osman Dikiciler. Dal 2012 al 2015 è entrato a far parte del cast dalla serie Medcezir, con il ruolo di Giray. Nel 2015 ha ricoperto il ruolo di Bodur nel cortometraggio Insanlik Tarihinin Ilk Günü diretto da Emre Erdogdu. L'anno successivo, nel 2016, ha interpretato il ruolo di Kaan nella serie Oyunbozan.
Nel 2016 e nel 2017 è stato scelto per interpretare il ruolo di Turan Fişekçi nella serie Brave and Beautiful (Cesur ve Güzel) e dove ha recitato insieme ad attori come Kıvanç Tatlıtuğ e Tuba Büyüküstün. Nel 2017 ha interpretato il ruolo di Mehmet Egilmez nella serie Seven Ne Yapmaz. Nello stesso anno ha ricoperto il ruolo di Mahir nel film Snow diretto da Emre Erdogdu.
Nel 2019 ha interpretato il ruolo di Oguz nel film Bir Ask Iki Hayat diretto da Ali Bilgin. L'anno successivo, nel 2020, è entrato a far parte del cast della serie Mr. Wrong - Lezioni d'amore (Bay Yanlış), con il ruolo di Tolga Gürdag.
Nel 2021 ha recitato nelle serie Bonkis (nel ruolo di Özgür), nella serie Eskiya Dünyaya Hükümdar Olmaz (nel ruolo di Ugur), in Baraj (con il ruolo di Alihan), in Kurulus: Osman (nel il ruolo di Tolga) e in Kurulus: Osman (nel ruolo di Feodor). L'anno successivo, nel 2022, ha interpretato il ruolo di Onur nella serie Sadakatsiz.

## Filmografia

### Cinema
- Bir Gevrek, Bir Boyoz, Iki de Kumru, regia di Osman Dikiciler (2013)
- Snow, regia di Emre Erdogdu (2017)
- Bir Ask Iki Hayat, regia di Ali Bilgin (2019)

### Televisione
- Medcezir – serie TV (2013-2015)
- Oyunbozan – serie TV (2016)
- Brave and Beautiful (Cesur ve Güzel) – serial TV (2016-2017)
- Seven Ne Yapmaz – miniserie TV (2017)
- Mr. Wrong - Lezioni d'amore (Bay Yanlış) – serie TV (2020)
- Bonkis – serie TV (2021)
- Eskiya Dünyaya Hükümdar Olmaz – serie TV (2021)
- Baraj – serie TV (2021)
- Marasli – serie TV (2021)
- Kurulus: Osman – serie TV (2021)
- Sadakatsiz – serie TV (2022)

### Cortometraggi
- Umut, regia di Selin Suar (2012)
- Fading, regia di Onur Kesapli (2012)
- Insanlik Tarihinin Ilk Günü, regia di Emre Erdogdu (2015)

## Teatro
- Yalancı Goldoni di Kerim Dündar
- Savaş ve Barış Tolstoy di Kerim Dündar
- Süper Maria di Sadık Yağcı
- Diğerleri Uyurken di Sibel Erdenk
- Bir Yaz Gecesi Rüyası Shakespeare
- Gece Ömer Salgın
- Hayrola Karyola, presso il Ferhan Şensoy
- Gardiyan di Turan Oflazoğlu
- Dünyanın Ortasında Bir Yer di Özen Yula
- Orada Kimse Var mı di Cem Yalın
- Orman Çocoğu Mougli di Hakan Eren
- Barut Fıçısı Dejan Dukovski
- Kafkas Tebeşir Dairesi, presso il teatro Sadri Alışık

## Doppiatori italiani
Nelle versioni in italiano dei suoi film e delle sue serie TV, Serhat Parıl è stato doppiato da:
- Emiliano Coltorti[24] in Brave and Beautiful[25], in Mr. Wrong - Lezioni d'amore[26]

## Riconoscimenti
- International İzmit Film Festival
  - 2020: Candidato come Miglior attore non protagonista per il film Bir Ask Iki Hayat